# FIBA EuroCup 2006-07
El FIBA EuroCup 2006-07 fue la cuarta edición de la FIBA EuroCup, el tercer nivel de competiciones europeas de baloncesto. El campeón fue el Akasvayu Girona español. La final four se disputó en el Pabellón Municipal Gerona-Fontajau de Gerona, España.

## Équipes participantes
| Pays                | Nombre d'équipes | Équipes              | Équipes               | Équipes         |
| ------------------- | ---------------- | -------------------- | --------------------- | --------------- |
| Rusia               | 3                | Lokomotiv Rostov     | Dynamo Moscow Region  | Ural Great Perm |
| Ucrania             | 3                | Azovmach Marioupol   | Khimik-OPZ Yuzhny     | BK Kiev         |
| Francia             | 3                | JDA Dijon            | BCM Gravelines        | Adecco ASVEL    |
| Grecia              | 2                | Panionios BC         | Maroussi BC           |                 |
| España              | 2                | CB Estudiantes       | Akasvayu Girona       |                 |
| Turquía             | 2                | Bandırma Banvit      | Türk Telekomspor      |                 |
| Bélgica             | 2                | Spirou Charleroi     | Liège Basket          |                 |
| Israel              | 2                | Ironi Nahariya       | Maccabi Rishon LeZion |                 |
| Letonia             | 2                | Barons LMT           | ASK Riga              |                 |
| Chipre              | 1                | AEL Limassol         |                       |                 |
| Rumania             | 1                | CSU Asesoft Ploieşti |                       |                 |
| Hungría             | 1                | Atomerőmű SE         |                       |                 |
| Bulgaria            | 1                | BK CSKA Sofia        |                       |                 |
| Italia              | 1                | Virtus Bologna       |                       |                 |
| República Checa     | 1                | CEZ Nymburk          |                       |                 |
| Países Bajos        | 1                | Astronauts Amsterdam |                       |                 |
| Serbia y Montenegro | 1                | KK Vojvodina         |                       |                 |
| Lituania            | 1                | KK Šiauliai          |                       |                 |
| Estonia             | 1                | BC Kalev             |                       |                 |

## Sistema de competición
La Eurocopa de la FIBA 2006-2007 se organizó del siguiente modo:
- Una primera fase, en la que participaron 31 equipos, que se distribuyeron en un grupo de tres y siete de cuatro cada uno. Se jugó en forma de liguilla, de tal modo que todos los participantes encuadrados en un mismo grupo se enfrentaron entre sí en dos ocasiones (ida y vuelta). Los dos primeros clasificados de cada uno avanzaron a la siguiente fase.
- Una segunda fase, de 16 equipos, distribuidos en cuatro grupos de cuatro. El sistema de competición fue el mismo de la fase anterior y también se clasificaron los dos primeros.
- Un play off (eliminatoria directa entre dos equipos) de cuartos de final al mejor de tres partidos.
- Una final entre cuatro, o final four. Se disputaron dos semifinales a partido único, cuyos vencedores se encontraron en la final. El vencedor de este último partido se alzó con el título de campeón de la competición.

## Competición

### Primera fase
|    | Equipo               | PJ | G | P | PF  | PC  | Dif |
| -- | -------------------- | -- | - | - | --- | --- | --- |
| 1. | CB Estudiantes       | 6  | 5 | 1 | 551 | 524 | +27 |
| 2. | JDA Dijon            | 6  | 4 | 2 | 496 | 475 | +21 |
| 3. | Ironi Nahariya       | 6  | 3 | 3 | 513 | 505 | +8  |
| 4. | CSU Asesoft Ploieşti | 6  | 0 | 6 | 519 | 575 | -56 |

|    | Equipo               | PJ | G | P | PF  | PC  | Dif |
| -- | -------------------- | -- | - | - | --- | --- | --- |
| 1. | Dynamo Moscow Region | 6  | 5 | 1 | 470 | 396 | +74 |
| 2. | Spirou Charleroi     | 6  | 4 | 2 | 418 | 409 | +9  |
| 3. | Khimik-OPZ Yuzhny    | 6  | 3 | 3 | 457 | 467 | -10 |
| 4. | Barons LMT           | 6  | 0 | 6 | 384 | 457 | -73 |

|    | Equipo             | PJ | G | P | PF  | PC  | Dif  |
| -- | ------------------ | -- | - | - | --- | --- | ---- |
| 1. | Lokomotiv Rostov   | 6  | 4 | 2 | 451 | 397 | +54  |
| 2. | Azovmach Marioupol | 6  | 4 | 2 | 454 | 417 | +37  |
| 3. | Bandırma Banvit    | 6  | 4 | 2 | 456 | 414 | +42  |
| 4. | Atomerömü SE Paks  | 6  | 0 | 6 | 379 | 512 | -133 |

|    | Equipo                | PJ | G | P | PF  | PC  | Dif |
| -- | --------------------- | -- | - | - | --- | --- | --- |
| 1. | Akasvayu Girona       | 6  | 6 | 0 | 519 | 432 | +87 |
| 2. | KK Šiauliai           | 6  | 2 | 4 | 494 | 502 | -8  |
| 3. | BCM Gravelines        | 6  | 2 | 4 | 479 | 522 | -43 |
| 4. | Maccabi Rishon LeZion | 6  | 2 | 4 | 452 | 488 | -36 |

|    | Equipo       | PJ | G | P | PF  | PC  | Dif |
| -- | ------------ | -- | - | - | --- | --- | --- |
| 1. | Liège Basket | 4  | 3 | 1 | 293 | 261 | +32 |
| 2. | BC Kalev     | 4  | 2 | 2 | 283 | 284 | -1  |
| 3. | BK Kiev      | 4  | 1 | 3 | 277 | 308 | -31 |

|    | Equipo       | PJ | G | P | PF  | PC  | Dif |
| -- | ------------ | -- | - | - | --- | --- | --- |
| 1. | Maroussi BC  | 6  | 5 | 1 | 452 | 411 | +41 |
| 2. | ASK Riga     | 6  | 3 | 3 | 450 | 449 | +1  |
| 3. | CEZ Nymburk  | 6  | 3 | 3 | 454 | 460 | -6  |
| 4. | KK Vojvodina | 6  | 1 | 5 | 419 | 455 | -36 |

|    | Equipo           | PJ | G | P | PF  | PC  | Dif |
| -- | ---------------- | -- | - | - | --- | --- | --- |
| 1. | Türk Telekomspor | 6  | 5 | 1 | 506 | 470 | +36 |
| 2. | Panionios BC     | 6  | 4 | 2 | 487 | 446 | +41 |
| 3. | Ural Great Perm  | 6  | 2 | 4 | 461 | 490 | -29 |
| 4. | BK CSKA Sofia    | 6  | 1 | 5 | 474 | 522 | -48 |

|    | Equipo               | PJ | G | P | PF  | PC  | Dif  |
| -- | -------------------- | -- | - | - | --- | --- | ---- |
| 1. | Virtus Bologna       | 6  | 5 | 1 | 540 | 404 | +136 |
| 2. | AEL Limassol         | 6  | 4 | 2 | 494 | 454 | +40  |
| 3. | Adecco ASVEL         | 6  | 3 | 3 | 495 | 456 | +39  |
| 4. | Astronauts Amsterdam | 6  | 0 | 6 | 361 | 576 | -215 |

### Segunda fase
|    | Equipo         | PJ | G | P | PF  | PC  | Dif |
| -- | -------------- | -- | - | - | --- | --- | --- |
| 1. | CB Estudiantes | 6  | 5 | 1 | 488 | 419 | +69 |
| 2. | AEL Limassol   | 6  | 5 | 1 | 449 | 418 | +31 |
| 3. | Liège Basket   | 6  | 1 | 5 | 462 | 511 | -49 |
| 4. | KK Šiauliai    | 6  | 1 | 5 | 490 | 541 | -51 |

|    | Equipo               | PJ | G | P | PF  | PC  | Dif |
| -- | -------------------- | -- | - | - | --- | --- | --- |
| 1. | Azovmach Marioupol   | 6  | 5 | 1 | 457 | 395 | +62 |
| 2. | Dynamo Moscow Region | 6  | 4 | 2 | 429 | 393 | +36 |
| 3. | ASK Riga             | 6  | 3 | 3 | 413 | 476 | -63 |
| 4. | Maroussi BC          | 6  | 0 | 6 | 427 | 462 | -35 |

|    | Equipo           | PJ | G | P | PF  | PC  | Dif |
| -- | ---------------- | -- | - | - | --- | --- | --- |
| 1. | Türk Telekomspor | 6  | 5 | 1 | 471 | 452 | +19 |
| 2. | Panionios BC     | 6  | 3 | 3 | 426 | 405 | +21 |
| 3. | Lokomotiv Rostov | 6  | 3 | 3 | 429 | 431 | -2  |
| 4. | Spirou Charleroi | 6  | 1 | 5 | 413 | 451 | -38 |

|    | Equipo          | PJ | G | P | PF  | PC  | Dif  |
| -- | --------------- | -- | - | - | --- | --- | ---- |
| 1. | Akasvayu Girona | 6  | 6 | 0 | 592 | 487 | +105 |
| 2. | Virtus Bologna  | 6  | 4 | 2 | 530 | 508 | +22  |
| 3. | JDA Dijon       | 6  | 2 | 4 | 470 | 534 | -64  |
| 4. | BC Kalev        | 6  | 0 | 6 | 453 | 516 | -63  |

### Cuartos de final
| Equipo 1             | Resultado | Equipo 2         | Partido 1 | Partido 2 | Partido 3 |
| -------------------- | --------- | ---------------- | --------- | --------- | --------- |
| Dynamo Moscow Region | 0 - 2     | CB Estudiantes   | 70 - 80   | 74 - 78   | -         |
| Virtus Bologna       | 2 - 0     | Türk Telekomspor | 95 - 87   | 59 - 54   | -         |
| Akasvayu Girona      | 2 - 1     | Paniónios BC     | 69 - 82   | 76 - 68   | 83 - 49   |
| Azovmach Marioupol   | 2 - 1     | AEL Limassol     | 79 - 85   | 88 - 63   | 97 - 69   |

## Final Four
|  | Semifinales          | Semifinales          |                   |                 | Final                | Final                |  |
|  | 13 de abril - Gerona | 13 de abril - Gerona |                   |                 | 15 de abril - Gerona | 15 de abril - Gerona |  |
|  |                      |                      |                   |                 |                      |                      |  |
|  |                      |                      |                   |                 |                      |                      |  |
|  | Akasvayu Girona      | 89                   |                   |                 |                      |                      |  |
|  | Akasvayu Girona      | 89                   |                   |                 |                      |                      |  |
|  | MMT Estudiantes      | 58                   |                   |                 |                      |                      |  |
|  | MMT Estudiantes      | 58                   |                   | Akasvayu Girona | 79                   |                      |  |
|  |                      |                      |                   | Akasvayu Girona | 79                   |                      |  |
|  |                      |                      | Azovmash Mariupol | 72              |                      |                      |  |
|  | Azovmash Mariupol    | 74                   | Azovmash Mariupol | 72              |                      |                      |  |
|  | Azovmash Mariupol    | 74                   |                   |                 |                      |                      |  |
|  | Virtus Bologna       | 73                   |                   |                 | 3.er y 4º puesto     | 3.er y 4º puesto     |  |
|  | Virtus Bologna       | 73                   |                   |                 | 3.er y 4º puesto     | 3.er y 4º puesto     |  |
|  |                      |                      |                   |                 |                      |                      |  |
|  |                      |                      |                   |                 | MMT Estudiantes      | 62                   |  |
|  |                      |                      |                   |                 | MMT Estudiantes      | 62                   |  |
|  |                      |                      |                   |                 | Virtus Bologna       | 80                   |  |
|  |                      |                      |                   |                 | Virtus Bologna       | 80                   |  |
|  |                      |                      |                   |                 |                      |                      |  |

El pabellón Girona-Fontajau acogió la final entre cuatro de la Eurocopa de la FIBA entre el 13 y el 15 de abril de 2007, en la que participaron los anfitriones del Akasvayu Girona, los madrileños del MMT Estudiantes, los italianos del Virtus de Bolonia y los ucranios del Azovmash Mariupol.
Los árbitros Kostas Koromilas (Grecia), Antonio Coelho (Portugal) y Milija Vojinović (Serbia) fueron los jueces del partido final, que fue presenciado por 4.838 espectadores.
En la lucha por el tercer puesto, el Virtus derrotó al Estudiantes por 80 a 62. En las semifinales, el Azovmash había vencido a los italianos por 74 a 73 y el Akasvayu a los estudiantiles por 89 a 58.
El Akasvayu Girona se proclamó campeón de la quinta edición de la FIBA EuroChallenge al derrotar por 79 a 72 al Azovmash Mariupol en una final disputada en su cancha de Fontajau el 15 de abril de 2007. Los gerundenses, favoritos, tuvieron que esforzarse hasta prácticamente el final del partido contra un rival teóricamente más débil. El liderazgo de Arriel McDonald, MVP de la final entre cuatro, fue decisivo para que el equipo local se hiciera con su primer título internacional.
El Akasvayu, que en la temporada 1999-2000 llegó a las semifinales de la Copa Korać, estrenó su palmarés 19 años después de haber debutado en la Liga ACB. Y, de esta forma, se convirtió en el séptimo club masculino español que logra salir victorioso de una competición europea.
Teniendo en cuenta un balance de 16 triunfos en 17 partidos y un promedio de margen de victoria de 15,6 puntos, puede decirse que el equipo de Svetislav Pesić fue el justo vencedor de la Eurocopa. Sólo el Panionios Forthnet consiguió derrotar a los gerundenses, fue en el segundo partido de la eliminatoria de cuartos de final.
La plantilla del Akasvayu campeón estuvo integrada por Dalibor Bagarić, Marko Marinović, Marko Kešelj, Gregor Fučka, Víctor Sada, Dainius Šalenga, Arriel McDonald, Marvis Thornton, Fernando San Emeterio, Germán Gabriel, Marc Gasol y Darryl Middleton.